# Aeroportul Kastellorizo
Aeroportul Kastellorizo (IATA: KZS, ICAO: LGKJ) este un aeroport din Egeea de Sud, Administrația descentralizată a Mării Egee⁠⁠(d), Grecia ce deservește zona Kastellόrizo⁠(d). Aeroportul a fost tranzitat în 2022 de 6.203 pasageri.
Situat la o altitudine de 145 m, aeroportul dispune de 1 pistă. Este operat de Hellenic Civil Aviation Authority⁠(d).

## Infrastructură

### Piste
Aeroportul dispune de o singură pistă. Pista are orientarea 14/32. 